# Leucopis silesiaca
Leucopis silesiaca är en tvåvingeart som beskrevs av Egger 1862. Leucopis silesiaca ingår i släktet Leucopis och familjen markflugor. Inga underarter finns listade i Catalogue of Life.